# 梅爾·阿克蘇納
梅爾·阿克蘇納（1956年—）是土耳其的一位政治家和大西洋主义者。她曾担任過内政部长和议会副议长一職。 2016年，她領導了民族主義行動黨內的一群人反對該黨主席代夫萊特·巴赫切利。 2017年10月25日，她創辦了好黨，而她則是黨主席。

## 早期和個人生活
梅爾·阿克蘇納出生於1956年7月18日，位於科賈埃利省的Gündoğdu社區。 她的父母是塞薩洛尼基的巴爾幹穆斯林。1923年，他們有數十萬人因希臘土耳其人口互換離開希臘重新在土耳其安置。
她在伊斯坦堡大學學習歷史，並在馬爾馬拉大學社會科研究所完成了她的研究生學習，獲得了博士學位。在進入政壇之前，她曾在伊爾迪茲技術大學，科賈埃利大學和馬爾馬拉大學擔任講師。